# The Mystery of Heaven
The Mystery of Heaven je druhé společné studiové album amerického režiséra Jima Jarmusche a nizozemského loutnisty Jozefa van Wissema. Album vyšlo v listopadu 2012 u vydavatelství Sacred Bones Records a navázalo tak na jejich první společné album Concerning the Entrance into Eternity.

## Seznam skladeb
Autory všech skladeb jsou Jim Jarmusch a Jozef van Wissem.
| Pořadí         | Název                                                                 | Délka |
| -------------- | --------------------------------------------------------------------- | ----- |
| 1.             | Etimasia                                                              | 3:12  |
| 2.             | Flowing the Light of the Godhead                                      | 11:03 |
| 3.             | The Mystery of Heaven                                                 | 9:56  |
| 4.             | The More She Burns the More Beautiful She Glows (feat. Tilda Swinton) | 10:56 |
| 5.             | Etimasia (Reprise)                                                    | 1:44  |
| 6.             | Flowing Light of the Godhead (Eternal Sun)                            | 11:07 |
| Celková délka: | Celková délka:                                                        | 47:58 |

## Obsazení
- Jim Jarmusch – kytara
- Jozef van Wissem – kytara, loutna